# Fourteenth Street School

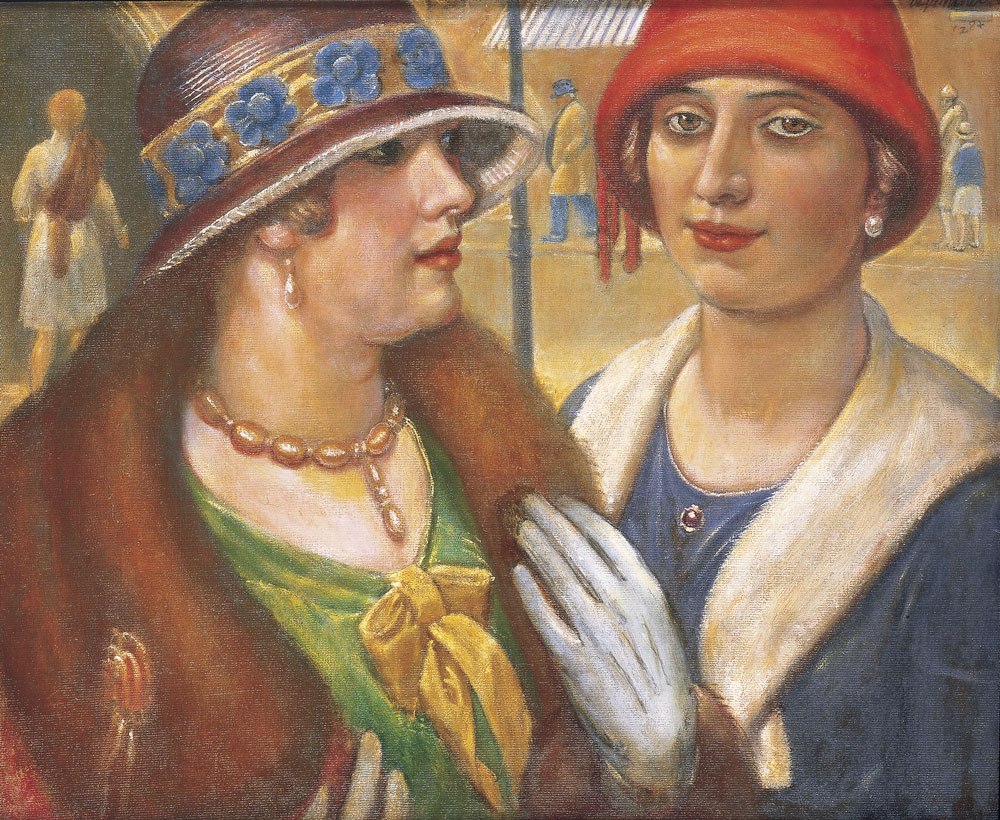
Kenneth Hayes Miller (1876–1952) Zufälliges Treffen, 1928

Die Fourteenth Street School war eine Künstlergruppe in New York, die in den 1920er und 1930er Jahren aktiv war. Sie konzentrierte sich auf realistische Darstellungen des städtischen Lebens rund um den Union Square in Manhattan, insbesondere während der Weltwirtschaftskrise. Zu den wichtigsten Künstlern dieser Bewegung zählen Kenneth Hayes Miller, Raphael Soyer, Isabel Bishop und Reginald Marsh.

## Merkmale und künstlerische Ausrichtung
Die Künstler der Fourteenth Street School lehnten den Modernismus und die Idee von „Kunst um der Kunst willen“ (L’art pour l’art) ab. Stattdessen widmeten sie sich der realistischen Darstellung des städtischen Alltags. Sie malten arbeitende Männer und Frauen, Straßenverkäufer, Kaufhauskunden und das geschäftige Treiben der Stadt. Ihre Werke thematisierten soziale Spannungen und spiegelten den Konflikt zwischen traditionellen Werten, Massenkultur und Konsumgesellschaft wider.

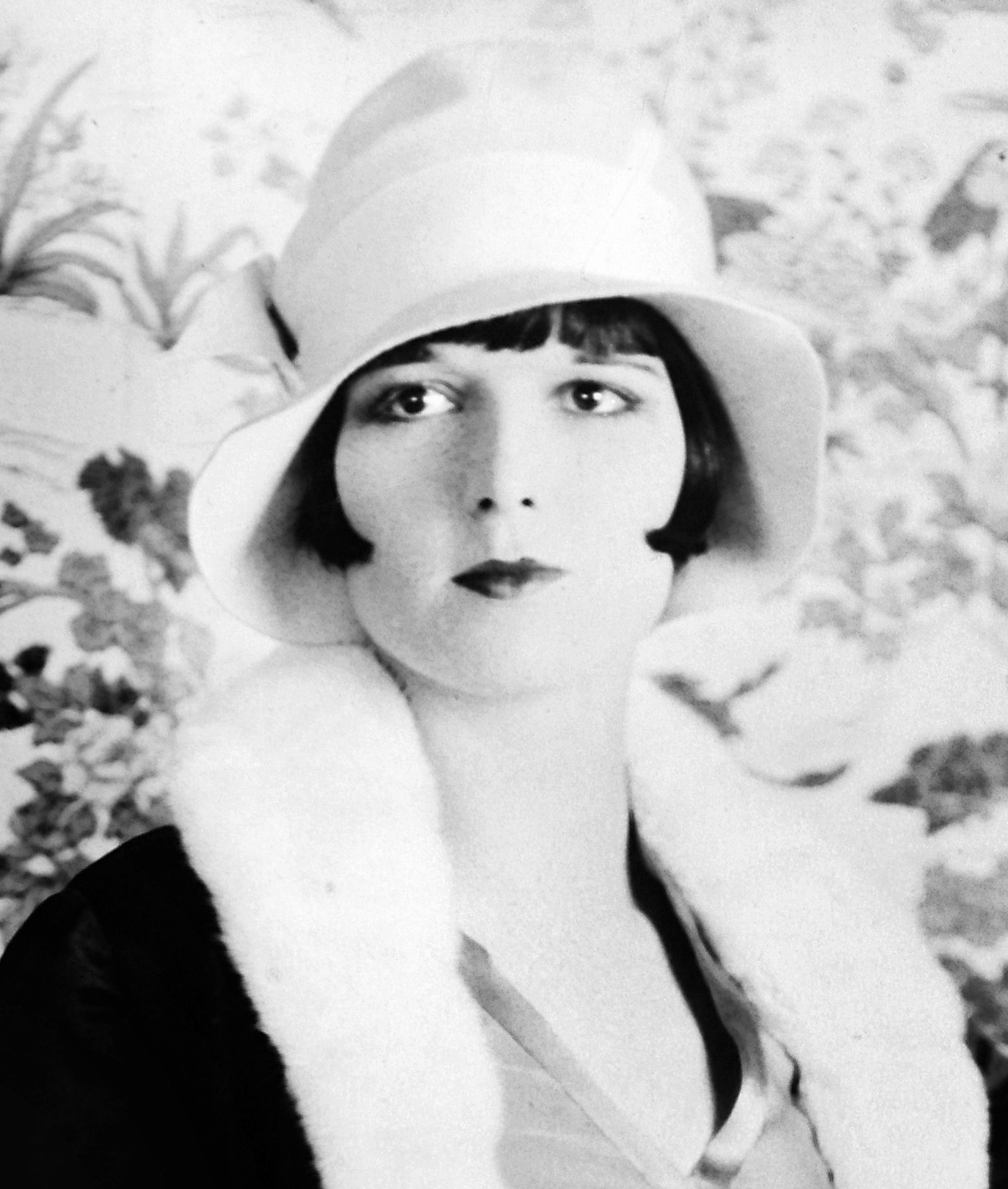
Louise Brooks, um 1929

Die Künstler orientierten sich sowohl in der Darstellung der Figuren als auch in der Komposition an den alten Meistern der Renaissance und des Barock wie Michelangelo, Peter Paul Rubens und Rembrandt. Dies verlieh ihren modernen Motiven eine besondere Ausdruckskraft und Tiefe. Ein immer wiederkehrendes Motiv war die Darstellung der „Neuen Frau“, also der finanziell und gesellschaftlich unabhängigen Frau der 1920er und 1930er Jahre. Diese neuen Rollenbilder und gesellschaftlichen Veränderungen spiegelten sich in den Bildern wider.

## Einfluss und Rezeption
Mit dem Aufkommen des Abstrakten Expressionismus in den 1940er Jahren verlor die Fourteenth Street School an Bedeutung. Ihr Einfluss auf nachfolgende Künstler blieb jedoch bestehen. Fairfield Porter und Jane Freilicher gehörten zu denen, die der figurativen Malerei auch nach dem Zweiten Weltkrieg treu blieben.  
Spätere kunsthistorische Forschungen haben das Werk der Fourteenth Street School in einen breiteren internationalen Kontext gestellt, insbesondere im Bereich der figurativen Malerei und des sozialen Realismus. Heute gilt die Bewegung als wichtiger Bestandteil der amerikanischen Kunstgeschichte des 20. Jahrhunderts.